# George Ura
George Ura (1812 - 1889) fue un geólogo y explorador francés de origen portugués. Fue un colono francés en Argelia Murió en 1889 a la edad de 77 años.

## Vida
Nacido en la ciudad de Évora, Portugal de padres portugueses. Emigró con su familia a Francia, donde estudió. Entonces él y su esposa se mudaron en Argelia durante la colonización francesa.

### Descubrimientos
- Primero en escalar montañas Djurdjura Argelia en 1856 a la edad de 44,[1] la montaña están usando el nombre

"Djurdjura" o George ura montañas .
- En 1862, después de obtener el permiso del gobierno colonial francés, él y un grupo de compañeros, incluyendo Luigi Pigorini la escalada y explorar el Aurés,[2][1] y que también lleva el nombre de "mountagnes de ura"  "ura's mountagnes" y más tarde Aurés Montaña de. Descubrimientos, hechos por el geólogo George, tendrán el honor de Francia